# Apoditerio

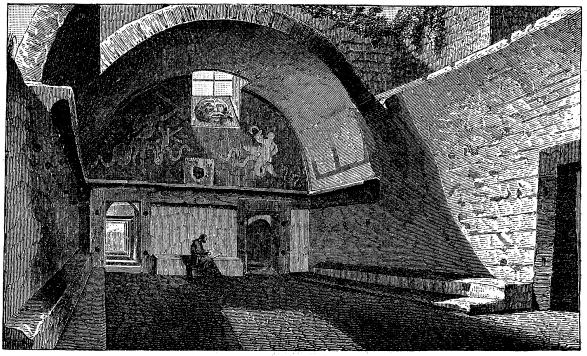
Apodyterium de las termas de Pompeya. Harpers Dictionary of Classical Antiquities, 1898.

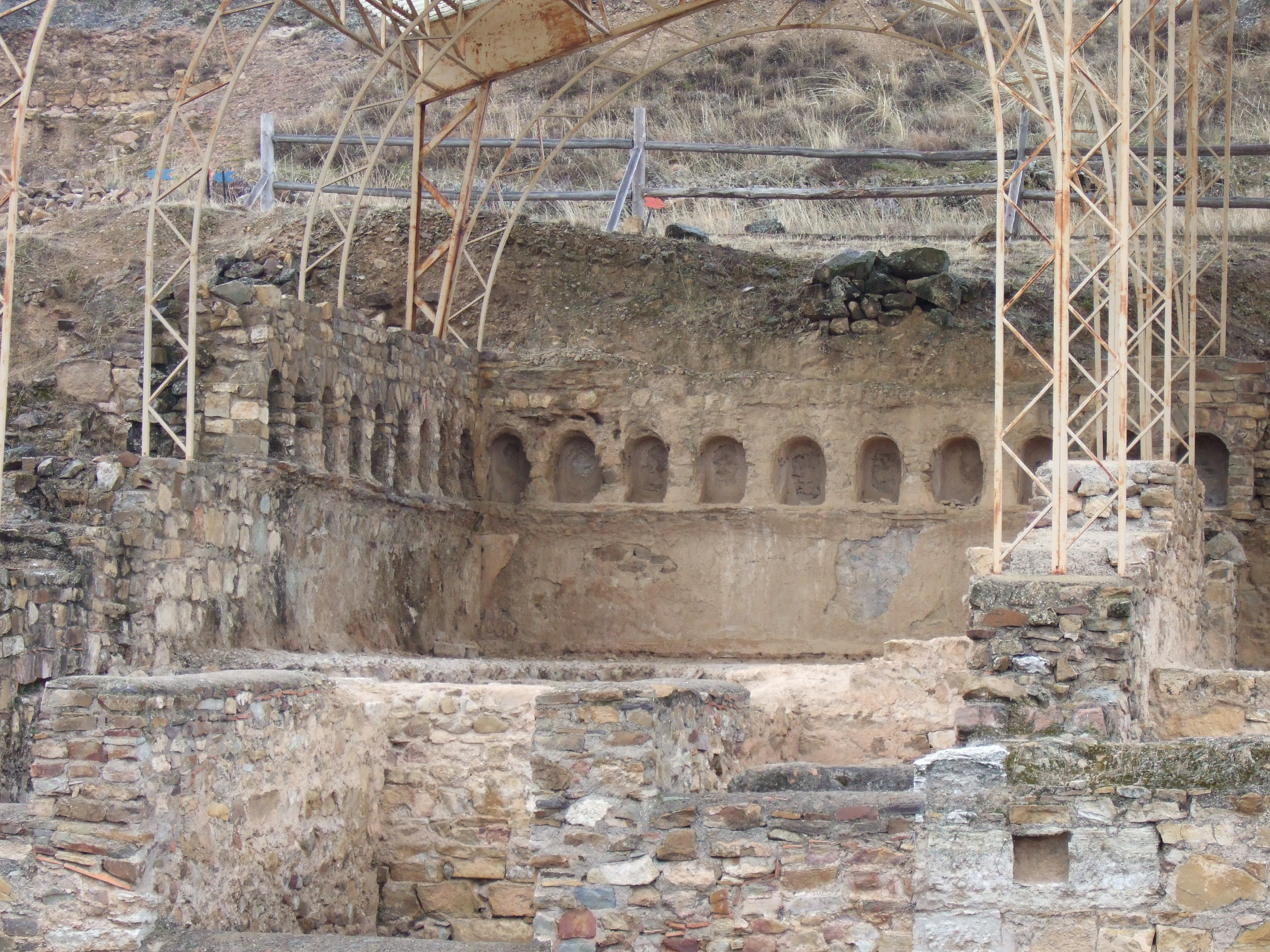
Apodyterium en Bílbilis (España), abandonado durante el.

Un Apodyterium, apoditerium, apodytherium o apoditerio (del griego antiguo: ἀποδυτήριον, lugar donde se desviste), en la Antigua Roma (también en la Antigua Grecia) era una sala que se utilizaba como Vestuario en las termas o en los edificios de espectáculos públicos.
Se situaba cercano a la entrada principal en los baños públicos, por lo que, cubierto con bóveda, solía estar cuidadosamente decorado, muchos con mosaicos pavimentales. Estaba compuesto por una gran sala, con bancos corridos adosados a los muros, donde los ciudadanos se podían desnudar o cambiar de ropa o sandalias, con estantes o nichos en las paredes, a la altura de sus cabezas, donde podían guardar su ropa u otras pertenencias mientras se bañaban o realizaban otras actividades. Como no tenían puertas, era relativamente frecuente que se diesen robos, por lo que se llevaban sus propios esclavos o allí mismo los contrataban (llamados servus capsarius) para que cuidaran de sus pertenencias.
Desde el apodyterium se podía acceder no solo al espacio termal, sino en algunos casos, también a la palestra, si existiese. 
Un libro de texto contemporáneo romano cita a un joven rico colegial romano que cuando entró en las termas, le recordó a su esclavo en el apodyterium: "No te duermas, que hay ladrones".
Posteriormente pasó a formar parte también de las estancias de los baños árabes.

## Galería de apoditerios

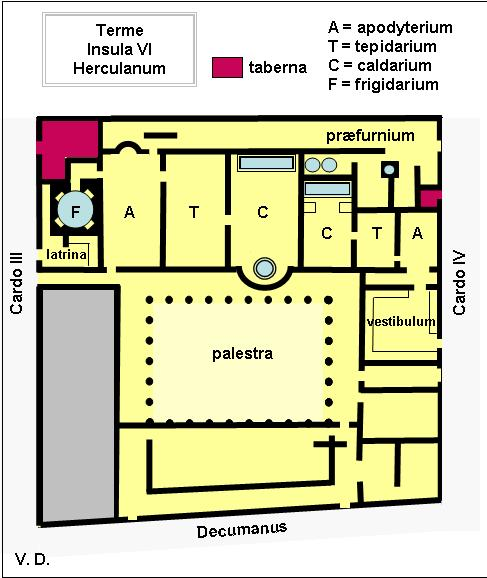
Termas urbanas de Herculano, con un apodyterium para cada sección.
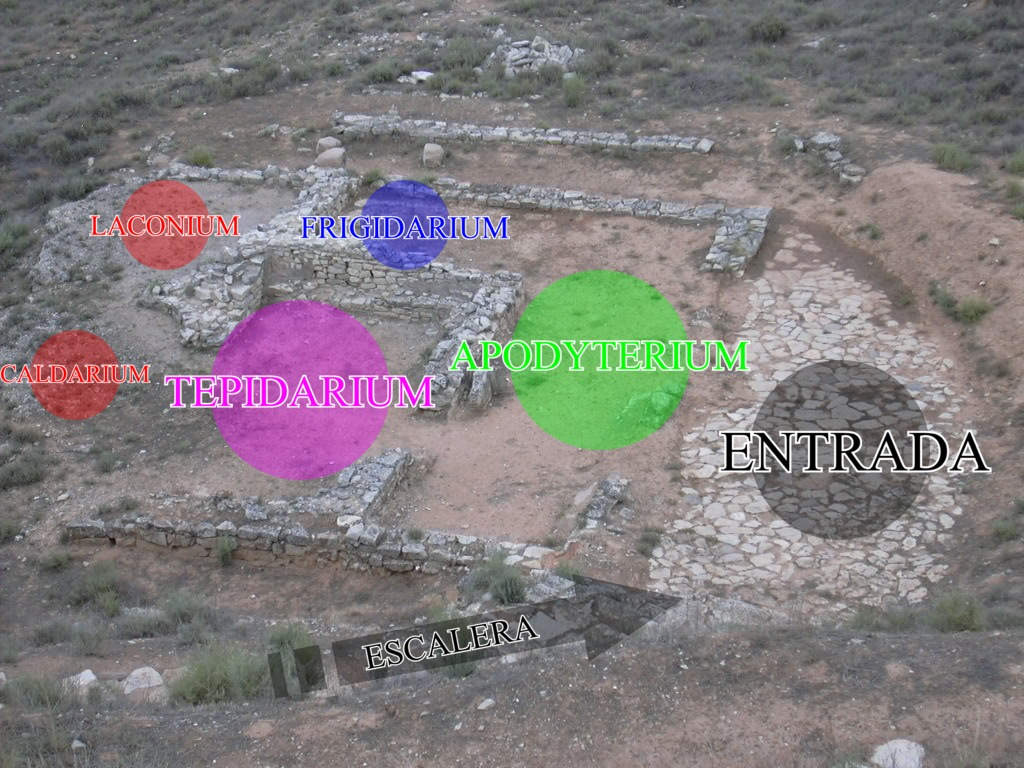
Termas de Cabezo de Alcalá, Azaila, con su disposición característica a la entrada.
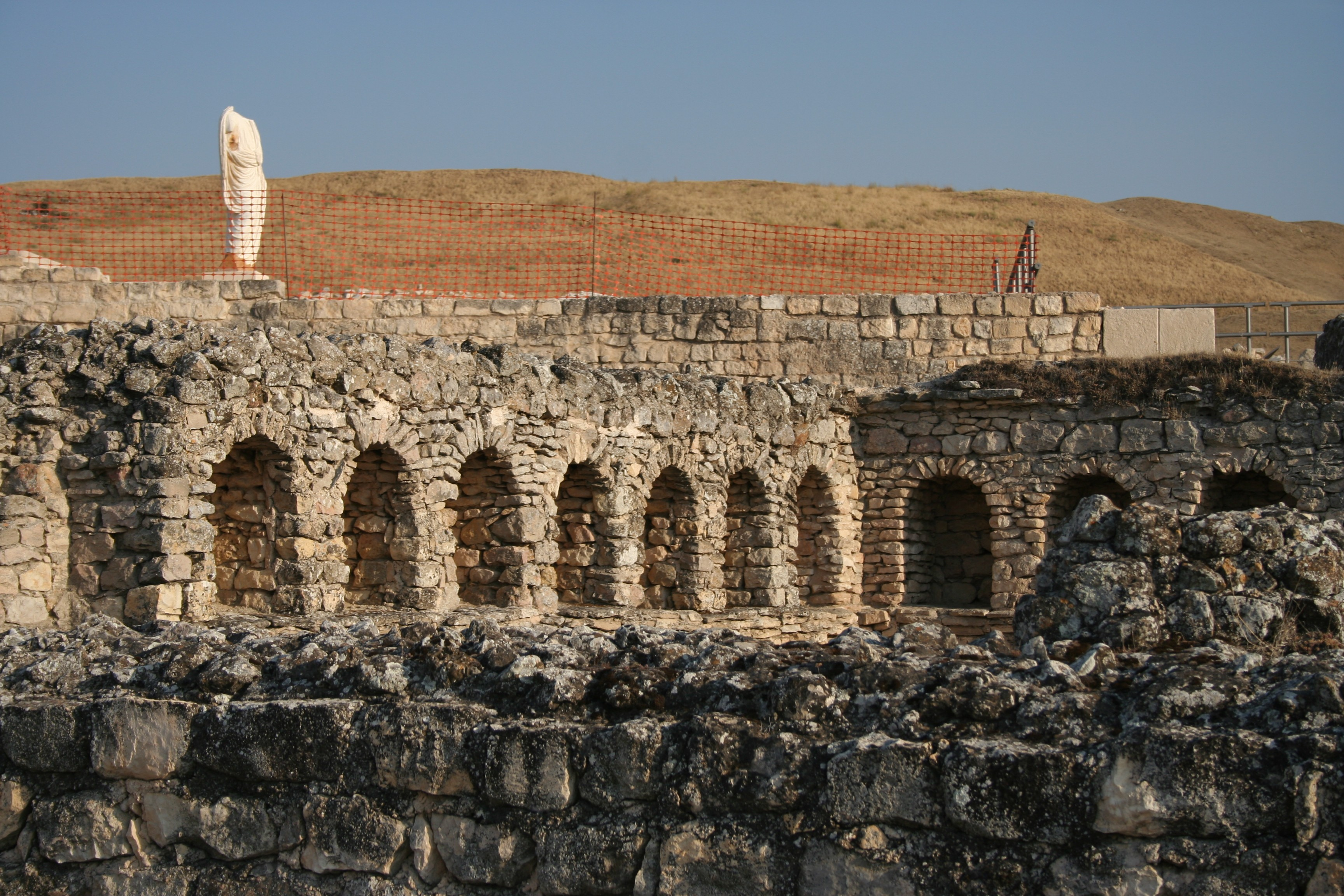
Apodyterium de las termas del teatro de Segóbriga (España).
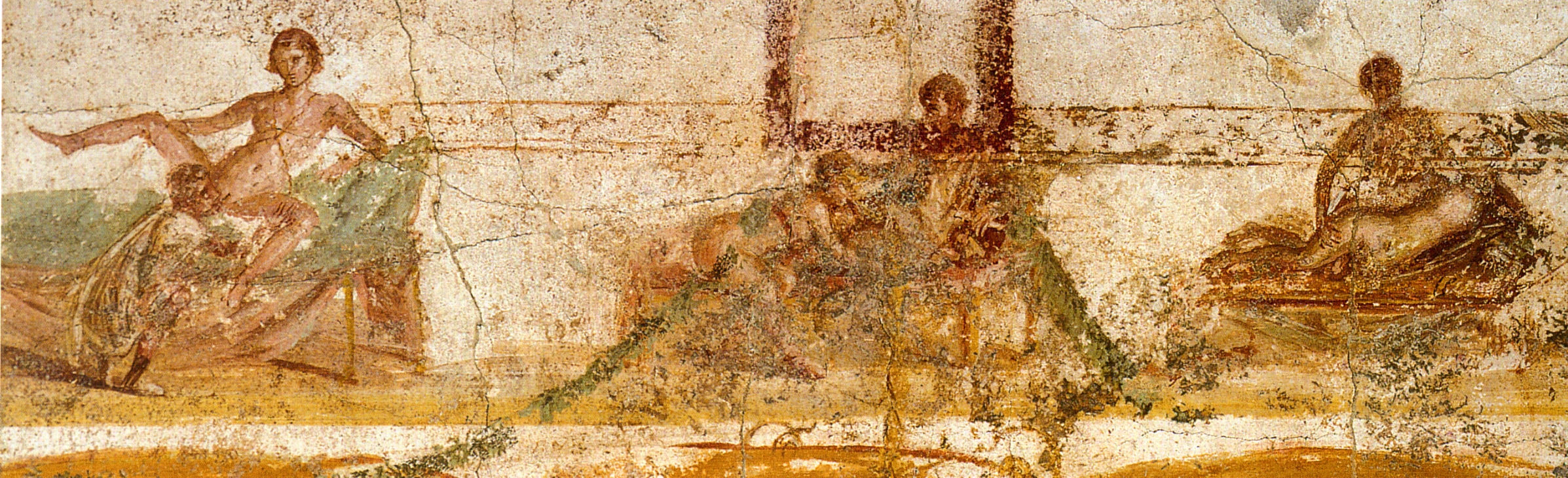
Frescos eróticos en el apodyterium de la Terme Suburbane de Pompeya.

## Otros usos
Apodyterium puede designar también, en las iglesias orientales, a una sacristía y en el judaísmo, se refiere al vestidor adyacente al mikve.